# Ferdinand André Fouqué
Pour les articles homonymes, voir Fouqué.
Ferdinand André Fouqué, né le 21 juin 1828 à Mortain (Manche) et mort à Paris 14e le 7 mars 1904, est un géologue français.

## Biographie
Entré à l'École normale supérieure à l’âge de 21 ans, après l'École d'administration, il occupe le poste de conservateur des collections scientifiques. En 1877, il devient titulaire de la chaire de professeur d’histoire naturelle des corps inorganiques au Collège de France, succédant à Léonce Élie de Beaumont et à Charles Sainte-Claire Deville. En 1881, il est élu membre de l’Académie des sciences.
Il s’est particulièrement intéressé aux phénomènes volcaniques et aux séismes, aux minéraux et aux roches. Il a été le premier à introduire les méthodes pétrographiques modernes en France. Il a étudié les roches éruptives de Corse et de Santorin. 
À La Réunion, c'est en son honneur que la caldeira la plus récente formée par le Piton de la Fournaise a été baptisée l'Enclos Fouqué.

## Publications
- Recherches sur les phénomènes chimiques qui se produisent dans les volcans, 1866.
- Les anciens volcans de la Grèce 1867.
- Éloge de M. Charles Sainte-Claire Deville, Paris, Lahure, 1876 (lire en ligne)
- Notice sur les travaux scientifiques de M. Fouqué, Paris, Gauthier-Villars, 1876 (lire en ligne)
- Santorin et ses éruptions (avec Auguste Michel-Lévy), Paris, Masson, 1879 [lire en ligne]
- Minéralogie micrographique 1879.
- Roches éruptives françaises (2 tomes), 1879.
- Synthèse des minéraux et des roches, 1885.
- Les Tremblements de terre, Paris, J.-B. Baillière,  1889 [lire en ligne]